# سعود الحمالي
سعود محمد ناصر الحمالي القحطاني (19 أكتوبر 1972-)، لاعب كرة قدم سعودي من مواليد العاصمة الرياض. لعب سابقا لأندية النصر و الرياض كما مثل المنتخب السعودي.

## مسيرته الرياضية
سجل سعود الحمالي لنادي النصر عام 1407 بعد منافسة مع الغريم التقليدي نادي الهلال وكان قبل ذلك معروفاً على صعيد ملاعب الحواري وله شهرة كبيرة مع فريق الشفا مما استدعى النصر لاشراكه مع الفريق الأول في عام 1408هـ رغم صغر سنة حيث كان في ذلك الوقت يلعب مع منتخب الناشئين.
في عام 1409هـ قاد سعود الحمالي منتخب الناشئين لإنجاز تاريخي بتحقيق كأس العالم للناشئين وانضم بعد ذلك للمنتخب الأول، واستمر مع نادي النصر حتى موسم 1414هـ الذي شهد ابتعاده ثم بعد تنسيقه من نادي النصر عاد ليلعب فترة قصيرة مع نادي الرياض في مشاركتين خارجية في تونس والأردن قبل أن يعلن اعتزاله.

## إسهاماته مع النصر
- الحصول على كأس دوري خادم الحرمين الشريفين عام 1409 وعام 1414.
- الحصول على كأس الملك عام 1410

## إسهاماته مع المنتخب
الحصول على كأس آسيا للناشئين 1989م في تايلند
الحصول على كأس العالم للناشئين 1409هـ في اسكتلندا